# Luksemburg na Letnich Igrzyskach Olimpijskich 1996
Luksemburg na Letnich Igrzyskach Olimpijskich 1996 reprezentowało sześciu zawodników: dwóch mężczyzn i cztery kobiety. Był to 19 start reprezentacji Luksemburga na letnich igrzyskach olimpijskich.

## Skład kadry

### Judo
Mężczyźni
- Igor Muller - waga powyżej 95 kg - 13. miejsce,

### Lekkoatletyka
Kobiety
- Véronique Linster - bieg na 100 m przez płotki - odpadła w eliminacjach,

### Strzelectwo
Kobiety
- Iris Kremer-Roseneck - karabin pneumatyczny 10 m - 31. miejsce,

Mężczyźni
- Armand Dousemont

trap - 42. miejsce,
podwójny trap - 33. miejsce,

### Szermierka
Kobiety
- Mariette Schmit - szpada indywidualnie - 44. miejsce,

### Tenis ziemny
Kobiety
- Anne Kremer - gra pojedyncza - 33. miejsce,